# 필름스트립

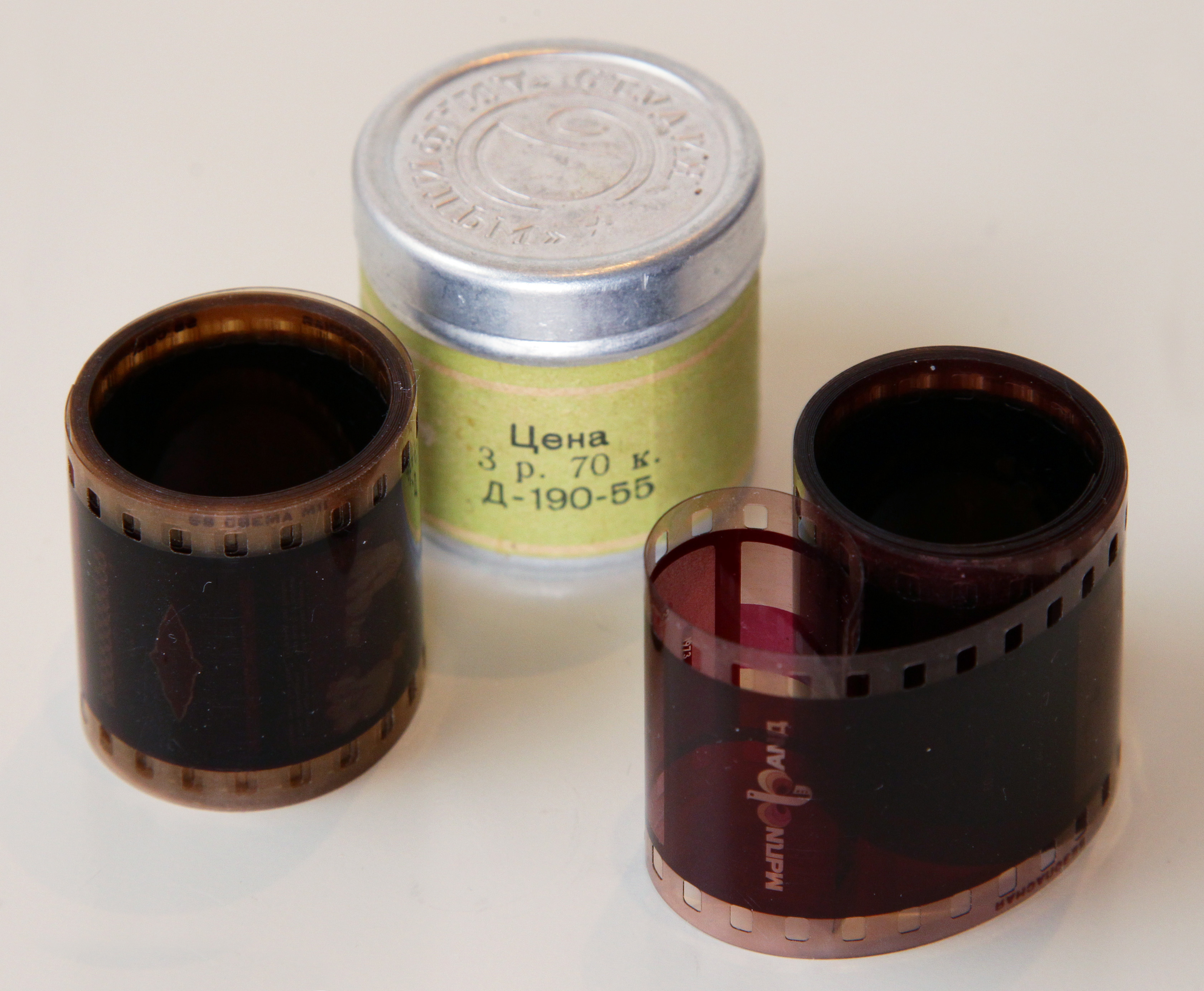
디아필름 스트립

필름스트립(filmstrip)은 스틸 이미지 매체의 일종이다. 한때 교육기관의 교육 목적으로, 또 기업 프레젠테이션(판매 훈련 및 신제품 안내)을 목적으로 사용되었다. 1980년대 말에 더 새롭고 저비용의 풀모션 비디오카세트, 나중에는 DVD가 등장하면서 대부분 사장되었다. 1920년대부터 1980년대까지 필름스트립은 풀모션 교육필름의 용이하면서 값싼 대안의 역할을 했으며 보관공간이 거의 필요 없고 다음 이용을 위해 매우 빠르게 되감기를 할 수 있었다. 필름스트립은 내구성이 강했다. 오늘날에도 일부 분야에서 여전히 사용된다.

## 같이 보기
- 슬라이드쇼